# Suva koebelei
Suva koebelei är en insektsart som beskrevs av George Willis Kirkaldy 1906. Suva koebelei ingår i släktet Suva och familjen Meenoplidae. Inga underarter finns listade i Catalogue of Life.